# سزار کازابل
سزار کازابل (به فرانسوی: César Casablanca) رمانی ماجراجویانه نوشته ژول ورن است که در سال ۱۸۹۰ منتشر شد.